# Protochondria
Protochondria – rodzaj widłonogów z rodziny Chondracanthidae.

## Systematyka
Rodzaj ten wprowadził w 1970 roku zoolog Ju-shey Ho dla nowo opisanego przez siebie gatunku Protochondria longicauda. Do rodzaju autor zaliczył też dwa gatunki zaliczane wcześniej do rodzaju Prochondracanthus: P alaeopis i P. neopercis.

### Podział systematyczny
Do rodzaju należą następujące gatunki:
- Protochondria alaeopis (Yamaguti, 1939)
- Protochondria longicauda Ho, 1970
- Protochondria neopercis (Yamaguti, 1939)